# Seznam ameriških rock pevcev
Seznam ameriških rock pevcev.

## A
Ryan Adams - Hasil Adkins - Steve Albini - Gregg Allman - Phil Alvin - Tori Amos - Laurie Anderson - Signe Toly Anderson - Phil Anselmo - Mark Arm - Billie Joe Armstrong - Tim Armstrong - Brad Arnold - Tod Ashley - Erich Awalt

## B
Joan Baez - Marty Balin - Chris Ballew - Paul Banks - Lori Barbero - Stiv Bators - Robin Beck - Captain Beefheart - Burton C. Bell - Chris Bell - Joey Belladonna - Chester Bennington - Cassie Berman - David Cloud Berman - Chuck Berry - Richard Berry - Jello Biafra (Eric Reed Boucher) - Billie Eilish - Cedric Bixler-Zavala - Kat Bjelland - Eric Jay Bloom - D. Boon - Johnny Burnette - Rachel Bolan - Michael Bolton - Jon Bon Jovi - James Brown - Jeff Buckley - (David Byrne)

## C
Chris Cacavas -
Julia Cafritz -
John Cale - Dinah Cancer (Mary Ann Sims) - Jerry Cantrell -
Mariah Carey -
Caren Carpenter -
Richard Carpenter - Julian Casablancas -
Gerald Casale -
Johnny Cash -
Cat Power -
Exene Cervenka - Bobby Charles -
(Ray Charles) -
Chubby Checker -
Gary Cherone - Alex Chilton -
George Clinton -
Kurt Cobain -
Eddie Cochran - Fred Cole -Kathleen "Toody" Cole -
Judy Collins -
John Connelly -
Alice Cooper -
John Corabi -
Billy Corgan -
Chris Cornell -
Country Joe McDonald -
Susan Cowsill -
David Crosby -
Sheryl Crow -
Rivers Cuomo -
Cherie Currie

## D
Bobby Day - Jonathan Davis - Kim Deal - Tom DeLonge - Dave Derby - Dennis DeYoung - Bo Didley - Ronnie James Dio - John Doe - Micky Dolenz - Fats Domino - Tanya Donelly - David Draiman - Matt Drenik - Fred Durst - William DuVall - Jakob Dylan - Bob Dylan

## E
Steve Earle - Chris Eckman - Joe English - Roky Erickson

## F
William Faith - Matt Fallon - Perry Farrell - Etty Lau Farrell - John Feldmann - José Feliciano - Stephanie Finch? - George Fisher-Corpsegrinder - Brandon Flowers - Robb Flynn - John Fogerty - Caleb Followill - Lita Ford - Kim Fowley - Peter Frampton - Aretha Franklin - Black Francis (Charles Michael Kittridge Thompson IV) - Fergie Frederiksen - Glenn Frey - John Frusciante - David Freiberg - Bobby Fuller

## G
Diamanda Galas - Jerry Garcia - Art Garfunkel - Marvin Gaye - Billy Gibbons - Kenneth James Gibson - Greg Ginn - Michael Gira - Terry Glaze - Corey Glover - Selena Gomez - Kim Gordon - Jeff Gowins - Charlie Gracie - Greg Graffin - Lou Gramm (Louis Andrew Grammatico) - Al Green - Kevin Griffin - Dave Grohl

## H
Bill Haley - Debbie Harry - Grant Hart - Davey Havok - Dale Hawkins - Ronnie Hawkins - Screamin' Jay Hawkins - Gibby Haynes - Jimi Hendrix - Don Henley - Kristin Hersh - James Hetfield - David Hidalgo - Dusty Hill - Susanna Hoffs - Dexter Holland - Buddy Holly - Josh Homme - Mark Hoppus  - Paul D. Hudson/H.R. - Robert Hunter - Chrissie Hynde

## I
Ice-T (Tracy Lauren Marrow) - Chris Isaak - Ronald Isley -

## J
Ronnie James Dio - Jimi Jamison - Jarboe (La Salle Devereaux) - Joan Jett - Billy Joel - David Johansen - Mick Jones - Janis Joplin - (Louis Jordan) - Al Jourgensen (Alejandro Ramírez Casa)

## K
(John Kay) - Howard Kaylan - Maynard James Keenan - Pepper Keenan - Anthony Kiedis - Jeff Keith - Joe Keithley - Josh Kelley - Myles Kennedy - Anthony Kiedis - Bobby Kimball - Curt Kirkwood - Kid Rock - Al Kooper - Ed Kowalczyk - Lenny Kravitz

## L
James Labrie - Robert Lamm - Nathan Larson - (Chuck Leavell) - Amy Lee - Arthur Lee - Paz Lenchantin - (John Lennon) - Adam Levine - Amy Lee - Jerry Lee Lewis - Jared Leto - Jim Lindberg - Meat Loaf - Pete Loeffler - James LaBrie - Tony Lindsay - Lee Loughnane - Demi Lovato - Courtney Love - David Lowery - Lene Lovich - Lydia Lunch (Lydia Anne Koch) - Steve Lukather - Lux Interior (Erick Lee Purkhiser) - Shelby Lynne

## M
Mariqueen Maandig - Sananda Maitreya - Raul Malo - Barbara Manning - Marilyn Manson/Brian Hugh Warner - Constantine Maroulis - Eric Martin - Cristina Martinez - Doug Martsch - J Mascis - John Mayer - (Percy Mayfield) - Sid McCray - Country Joe McDonald - Roger McGuinn - Don McLean - Meat Loaf (Michael Lee Aday) - Jason McMaster - Randy Meisner - John Mellencamp - Barry "The Fish" Melton - Dryden Mitchell - Keith Mitchell - Billy Miller - Roger Miret - Moby? - Brian Molk (škotsko-belgijsko-ameriški) - Ben Moody - Thurston Moore - Chino Moreno - Tom Morello - Alanis Morissette - Jim Morrison - Chuck Mosley - Bob Mould - Mike Muir - Brent Mydland - Dave Mustaine

## N
Jimmy Nalls - Israel Nebeker - Dan Nelson - Ricky Nelson - Stevie Nicks - Rick Nielsen - Ninotchka (Theresa Soder) - Jason Novak - Ted Nugent

## O
Roy Orbison -

## P
David Paich - Mike Patton - Jeffrey Lee Pierce - Carl Perkins (1932-98) - Katy Perry - Debbi Peterson - Vicki Peterson - Tom Petty - Jeffrey Lee Pierce - Kate Pierson - Pink (Alecia Beth Moore Hart) - Ted Poley - Mike Pont - Missi Pyle - Dave Pirner - Poison Ivy (Kristy Marlana Wallace) - Iggy Pop - Robert Poss - Elvis Presley - Chuck Prophet - Rudi Protrudi - Seth Putnam

## Q
Suzy Quatro

## R
Joey Ramone - Lee Ranaldo - Chris Randall - Otis Redding? - Lou Reed - Paul Revere - Ron Reyes - Trent Reznor - Cliff Richard - Little Richard (Richard Wayne Penniman) - Monica Richards - Johnny Rivers (John Henry Ramistella) - Zack de la Rocha - Sixto (Adrián) Rodríguez - Gregg Rolie - Henry Rollins - Linda Ronstadt - Cesar Rosas - Axl Rose - David Lee Roth - Emma Ruth Rundle - Bobby Rydell -

## S
Hope Sandoval - Carlos Santana - Myke Rocco Scavone - Timothy B. Schmit - Screamin' Jay Hawkins - Bob Seger - Brian Setzer - Kim Shattuck - Jake Shears - Gene Simmons - Carly Simon - Paul Simon - Kendra Smith - Patti Smith - Dee Snyder - Johnny Solinger - Jon Spencer - Bruce Springsteen - Layne Staley - Paul Stanley - Peter Steele - Gwen Stefani - Doug Stegmeyer - Shawn Stern - Michael Stipe - Sly Stone (Sylvester Stewart) - Dan Stuart - Donna Summer - Moses Sumney

## T
Matt Talbot - Martin Tamburovich - Serj Tankian - Alex Taylor - James Taylor - David Thomas - Johnny Thunders - Russ Tolman? - Neil Turbin - Joe Lynn Turner - Tina Turner - Conway Twitty - Steven Tyler - Rob Tyner (Robert Derminer)

## V
Rick Valentin - Mike Vallely - Johnny Van Zant - Ronnie Van Zant - Eddie Vedder - Bobby Vee (Robert Thomas Velline) - Alan Vega - Suzanne Vega? - Mark Volman

## Y
James "J.Y." Young

## W
John Waite - Tom Waits - Joe Walsh - Dallas Ward - Brian Hugh Warner - Joan Wasser (Joan As Police Woman) - Kevin »Noodles« Wasserman - Jack Waterson - Mike Watt - Gerard Way - Scott Weiland - Bob Weir? - Sandy West? - Jack &Meg White - Joseph Williams - Andrew Wilkes-Krier - Yoni Wolf - Chelsea Wolfe - Scott Walker (Noel Scott Engel) (amer.-angl.) - Peter F. Wolf - Richard Wright - Steve Wynn

## Z
Robin Zander - Frank Zappa - Annette Zilinskas